# Hacer un calvo

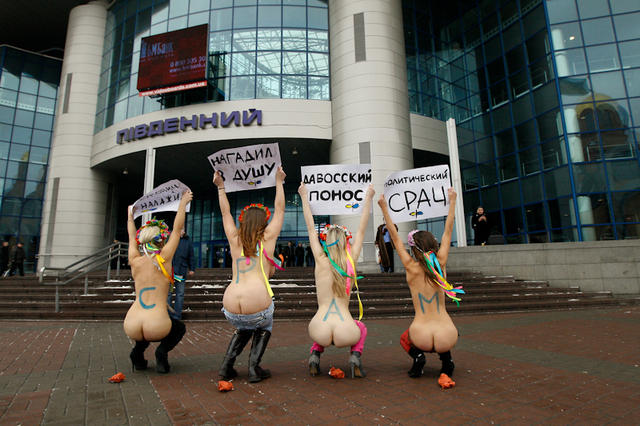
Cuatro miembros de Femen enseñan las nalgas frente a la estación de Passazhyrskiy, en Kiev (febrero de 2011).

Se denomina hacer un calvo al acto de enseñar en público las nalgas, bajándose para ello la parte trasera de los pantalones, calzoncillos o bragas, o subiéndose la falda. Generalmente, conlleva la exposición de los genitales. Puede realizarse como gesto de protesta, desprecio, falta de respeto o provocación, o solo por diversión o exhibicionismo; suele carecer de connotaciones eróticas.
En ciertos países de habla hispana, como Chile o México, se conoce como «cara pálida» o «chato», respectivamente.
En inglés slang, se denomina Mooning.

## Hemerografía
- Cambio 16 (2002). «¿Qué es hacer un calvo?». Cambio 16 (Madrid) (1570-1577): 79. ISSN 0211-285X.